# Hemidactylus romeshkanicus
Hemidactylus romeshkanicus es una especie de gecos de la familia Gekkonidae.

## Distribución geográfica
Es endémica de los montes Zagros, en la provincia de Lorestán, al oeste de Irán. Su rango altitudinal oscila alrededor de 1100 m s. n. m..